# TOKYO TRIBE
『TOKYO TRIBE』 （トウキョウ トライブ） は、井上三太の青春漫画である。1993年に出版。
略称は、「TT」 （ティーティー）。漫画雑誌に連載された作品ではなく、描き下ろしである。この作品を収録した単行本が未だに出版社を変えて発売され続けているほどのロングセラーになっている。
架空の街「トーキョー」に生きる若者達の日常生活を「シヴヤSARU」「シンヂュクHANDS」という二つのストリート・ギャングの抗争を中心に描いている。暴力、殺人、犯罪、セックス、そして愛と友情を、実に過激に、過剰に描写している。現代社会に巣食う退廃した若者達の暗黒面が曝されている。

## 登場人物
保手浜 渚(ほてはま なぎさ)
「シヴヤSARU」のリーダー的な存在。軽はずみな行動が目立つ他のSARUのメンバーと違い、責任感とリーダーシップを持っている。
メガネ
渚の友人で、SARUのメンバー、その名の通りメガネと帽子がトレードマーク、口が軽いところがある。
フジヲ
渚の彼女。イラスト系の専門学生。
巌
渚のライバルで「シンヂュクHANDS」のリーダー。レイプやリンチなどを平然と行う凶悪な性格。

## 関連作品
- TOKYO TRIBE2
- TOKYO TRIBE2 SpinOff
- TOKYO TRIBE3
- TOKYO GRAFFITI
- TOKYO DRIVE
- BORN 2 DIE

## 刊行書
1. JICC出版局（現在の宝島社）［Takarajima comics deluxe］。1993年4月発行。178ページ。ISBN 4-7966-0588-6
2. 美術出版社。単行本。1996年12月24日発行。B6判。ハードカバー。カバーは迷彩布を使用。176ページ。ISBN 4-568-73001-5
3. 美術出版社。単行本。2の廉価版。1998年10月10日発行。B6判。ソフトカバー。176ページ。ISBN 4-568-73002-3
4. 集英社［ヤングジャンプ・コミックス］。2003年4月18日発行。後書きを増補。B6判。ソフトカバー。180ページ。ISBN 4-08-876428-5